# Ville e palazzi di Torino
Le ville e i palazzi di Torino di valore storico o architettonico sono numerosi. Qui di seguito sono elencati alcuni tra i più importanti (l'elenco in tabella è in ordine alfabetico), escluse le Residenze sabaude.
| Palazzo                                         | Attuale proprietario                                              | Uso                                                                              | Indirizzo                                                                     | Progettista                                                                    | Stile          | Periodo di costruzione      | Immagine |
| ----------------------------------------------- | ----------------------------------------------------------------- | -------------------------------------------------------------------------------- | ----------------------------------------------------------------------------- | ------------------------------------------------------------------------------ | -------------- | --------------------------- | -------- |
| Casa Fenoglio-Lafleur                           | Privati                                                           | Residenziale e commerciale                                                       | via Principi d'Acaja 11                                                       | Pietro Fenoglio                                                                | Liberty        | 1902                        |          |
| Casa Scaccabarozzi                              | Privati                                                           | Casa-galleria                                                                    | via Giulia di Barolo 9                                                        | Alessandro Antonelli                                                           | neoclassico    | 1840 – 1881                 |          |
| Palazzo Asinari di San Marzano o Palazzo Turati | Famiglia Turati                                                   | Già sede della Carpano                                                           | via Maria Vittoria 4                                                          | Michelangelo Garove                                                            | barocco        | 1684 - 1686                 |          |
| Palazzo Bellia                                  | Privati                                                           | Residenziale e commerciale                                                       | via Pietro Micca, 4 - 8                                                       | Carlo Ceppi                                                                    | eclettismo     | 1892 – 1898                 |          |
| Palazzo Benso di Cavour                         | Privati                                                           | Residenziale ed uffici                                                           | via Lagrange ang. via Cavour                                                  | - Gian Giacomo Planteri - Giuseppe Bovis                                       | neobarocco     | 1729                        |          |
| Palazzo Birago di Borgaro                       | Camera di Commercio di Torino                                     | Commerciale                                                                      | via Carlo Alberto 16                                                          | Filippo Juvarra                                                                | barocco        | prima metà del XVIII secolo |          |
| Palazzo Bricherasio                             | Banca Patrimoni Sella & C.                                        | Uffici                                                                           | via Lagrange 20                                                               |                                                                                | neoclassico    | 1636                        |          |
| Palazzo Ceriana                                 | Privati                                                           | Uffici                                                                           | Piazza Solferino, 11                                                          | Carlo Ceppi                                                                    | neoclassico    | 1870 – 1878                 |          |
| Palazzo Chiablese                               | Demanio                                                           | Sede della Direzione Regionale per i Beni Culturali e Paesaggistici del Piemonte | piazza San Giovanni 2                                                         | Benedetto Alfieri                                                              |                | XVI secolo                  |          |
| Palazzo di Città                                | Comune di Torino                                                  | Sede del Municipio                                                               | p.za Palazzo di Città                                                         | Francesco Lanfranchi                                                           | barocco        | 1659 – 1663                 |          |
| Palazzo Dal Pozzo della Cisterna                | Provincia di Torino                                               | Sede della Provincia                                                             | via Maria Vittoria 12                                                         | Antonio Maurizio Valperga                                                      | barocco        | 1675 – 1686                 |          |
| Palazzo dell'Accademia delle Scienze            | Demanio                                                           | Sede del Museo Egizio e dell'Accademia delle Scienze di Torino                   | via Accademia delle Scienze 6, angolo Piazza Carignano e via Maria Vittoria 3 | Guarino Guarini, Michelangelo Garove                                           | barocco        | 1679 – 1687                 |          |
| Palazzo dell'Arsenale                           | Demanio                                                           | Scuola militare                                                                  | via Arsenale 22                                                               | Filippo Juvarra                                                                | barocco        | 1738-1752                   |          |
| Palazzo del Collegio delle Province             | Demanio                                                           | Comando Carabinieri della Regione Piemonte                                       | p.za Carlo Emanuele II                                                        | Bernardo Antonio Vittone                                                       | barocco        | 1729                        |          |
| Palazzo Falletti di Barolo                      | Opera Barolo                                                      | Sede Opera Barolo                                                                | via delle Orfane 7, via Corte d'Appello 20 c                                  | - Gian Francesco Baroncelli - Benedetto Alfieri                                | rococò         | fine XVII secolo            |          |
| Palazzo Graneri della Roccia                    | Privati                                                           | Circolo dei Lettori                                                              | via Bogino 9                                                                  | Gian Francesco Baroncelli                                                      | barocco        | 1681-1689                   |          |
| Palazzo Lancia                                  | Investitore privato                                               | Spazio Lancia (multifunzionale)                                                  | via Vincenzo Lancia 26                                                        | Nino Rosani                                                                    |                | 1954 - 1957                 |          |
| Palazzo Lascaris                                | Regione Piemonte                                                  | Sede del Consiglio della Regione Piemonte                                        | via Alfieri 15                                                                | Amedeo di Castellamonte                                                        | barocco        | 1663 – 1665                 |          |
| Palazzo del Lavoro                              | Comune di Torino                                                  | In disuso                                                                        | corso Unità d'Italia ang. Corso Maroncelli                                    | Pier Luigi Nervi                                                               |                | 1959 – 1961                 |          |
| Palazzo Mazzonis                                | Comune di Torino                                                  | Museo di Arte Orientale                                                          | via San Domenico 11                                                           | Carlo Morello                                                                  |                | 1656 ?                      |          |
| Palazzo delle Poste e dei Telegrafi             | Poste italiane                                                    | Uffici                                                                           | Via Alfieri, 10                                                               | Ernesto Ghiotti                                                                | eclettismo     | 1905 - 1911                 |          |
| Palazzo Priotti                                 | Privati                                                           | Residenziale e commerciale                                                       | Corso Vittorio Emanuele II, 52                                                | Carlo Ceppi                                                                    | eclettismo     | 1900                        |          |
| Palazzo Roero di Guarene                        | Privati                                                           | Commerciale e uffici                                                             | Piazza Carlo Emanuele II, 13                                                  | Filippo Juvarra                                                                | neoclassica    | 1673 - 1730                 |          |
| Palazzo Saluzzo di Paesana                      | Privati                                                           | Ospita eventi culturali, aziendali e privati                                     | via della Consolata 1 bis                                                     | Gian Giacomo Plantery                                                          | barocco        | 1715 - 1722                 |          |
| Palazzo Scaglia di Verrua                       | Privati                                                           | Residenziale e commerciale                                                       | via Stampatori 4                                                              |                                                                                | rinascimentale | 1585 - 1604                 |          |
| Palazzo del Seminario Metropolitano             | Arcidiocesi di Torino                                             | Facoltà teologica dell'Italia settentrionale                                     | Via XX Settembre, 83                                                          | Pietro Paolo Cerruti                                                           | barocco        | 1711 – 1729                 |          |
| Palazzo del Senato Sabaudo                      | Demanio                                                           | Uffici giudiziari                                                                | via Corte d'Appello 16                                                        | - Castellamonte - Rubatto - Juvarra - Alfieri - Feroggio - Michela - Antonelli | neoclassico    | 1720 – 1838                 |          |
| Palazzo Solaro del Borgo                        | Società del Whist                                                 | Circolo del Whist ed Accademia Filarmonica                                       | piazza San Carlo 153                                                          | - Carlo di Castellamonte - Benedetto Alfieri                                   | rococò         | 1637 – 1753                 |          |
| Palazzo Trucchi di Levaldigi                    | Banca Nazionale del Lavoro                                        |                                                                                  | Via XX Settembre, angolo via Alfieri                                          | Amedeo di Castellamonte                                                        | barocco        | 1673 - 1677                 |          |
| Palazzo dell'Università                         |                                                                   | Rettorato e sede di alcune facoltà                                               | via Po 17 via Verdi 8                                                         | - Michelangelo Garove - Giovanni Antonio Ricca (il Vecchio)                    |                | 1713-1834                   |          |
| Palazzo Valperga Galleani                       | Gruppo Building                                                   | Residenziale                                                                     | via Vittorio Alfieri, 6                                                       | Maurizio Valperga                                                              | Barocco        | 1663                        |          |
| Torre Littoria                                  | Reale Mutua Assicurazioni                                         | Residenze ed uffici                                                              | via Viotti                                                                    | Armando Melis de Villa - Giovanni Bernocco, - Giorgio Scanagatta               | razionalismo   | 1933-1934                   |          |
| Villa della Tesoriera                           | Comune di Torino                                                  | Biblioteca musicale e sede rappresentativa comunale                              | corso Francia                                                                 | Jacopo Maggi                                                                   | barocco        | 1713 - 1715                 |          |
| Villa Abegg già Vigna di Madama Reale           | Comune di Torino                                                  | Archivio storico della Compagnia di San Paolo                                    | Strada comunale di San Vito-Revigliasco 65                                    | - Michelangelo Morello - Andrea Costaguta - Amedeo di Castellamonte            | barocco        | 1648 – 1653                 |          |
| Villa Scott                                     | Privati                                                           | Residenziale                                                                     | corso Giovanni Lanza 57                                                       | Pietro Fenoglio                                                                | Liberty        | 1902                        |          |
| Villino Raby                                    | Ordine dei Medici e Odontoiatri della Provincia di Torino (OMCeO) | Sede dell'OMCeO                                                                  | corso Francia 8                                                               | - Pietro Fenoglio - Gottardo Gussoni                                           | Liberty        | 1901                        |          |